# Делькю-Охотская
Делькю́-Охо́тская (в верховьях Делькю́) — река в России, протекающая по территории Охотского района Хабаровского края. В верховьях в результате бифуркации у координат 62°08′ с. ш. 141°34′ в. д. от Делькю отделяется Делькю-Куйдусунская, впадающая в Куйдусун бассейна Индигирки, несущей воды в Северный Ледовитый океан. Основное русло далее именуется Делькю-Охотская и впадает в реку Охота, которая несёт воды в Тихий океан. Правый и самый крупный по длине и площади бассейна приток реки Охоты.

## Происхождение названия
Происходит от эвенкийского слова «Дель-кю», которое переводится как «штаны», «брюки». Происхождение названия может быть связано с бифуркацией реки.

## Физико-географическая характеристика

### Рельеф и гидрография реки
Берёт начало на южных склонах горы Берилл у ледника Надежда. Течёт с севера на юг между Охотским и Юдомским хребтами. Перед впадением в Охоту резко поворачивает на восток. Длина реки — 221 км, площадь водосборного бассейна — 6410 км².

### Притоки
Впадает ряд малых рек и ручьёв, крупнейшие из них — правые притоки Нетер и Турта.

## Туристическое значение
Река представляет собой чрезвычайно сложный маршрут для сплава VI категории сложности, в верховьях и среднем течении реки наблюдаются наледи, перекаты, прижимы, завалы и мелководья.
Летом 2016 года экспедиция, организованная Российским союзом спасателей и Русским географическим обществом, прошла путь от Тихого до Северного Ледовитого океана внутренними водными путями (в том числе по реке Делькю), исследовав существование речного пути между океанами.